# Villardefrades
Villardefrades é um município da Espanha na província de Valladolid, comunidade autónoma de Castela e Leão, de área 36,41 km² com população de 219 habitantes (2004) e densidade populacional de 6,01 hab/km².

## Demografia
| Variação demográfica do município entre 1991 e 2004 | Variação demográfica do município entre 1991 e 2004 | Variação demográfica do município entre 1991 e 2004 | Variação demográfica do município entre 1991 e 2004 |
| --------------------------------------------------- | --------------------------------------------------- | --------------------------------------------------- | --------------------------------------------------- |
| 1991                                                | 1996                                                | 2001                                                | 2004                                                |
| 272                                                 | 248                                                 | 244                                                 | 219                                                 |